# Rio Anhanduí-Guaçu
O rio Anhanduí-Guaçu é um curso de água que banha o estado de Mato Grosso do Sul, no Brasil. É um afluente da margem direita do rio Paraná.
O Anhanduí é formado pela junção dos córregos Prosa e Segredo. É chamado por muitos moradores de Campo Grande de córrego, mas pelas Cartas Topográficas do Instituto Brasileiro de Geografia e Estatística (IBGE) é considerado um rio.